# Facéties militaires
Série Donald Duck
Pour plus de détails, voir Fiche technique et Distribution.
Facéties militaires (The Old Army Game) est un court métrage d'animation américain de la série des Donald Duck, sorti le 5 novembre 1943 réalisé par les studios Disney.

## Synopsis
Donald Duck tente de s'offrir une permission en se cachant du Sergent Pat Hibulaire.

## Fiche technique
- Titre original : The Old Army Game
- Titre français : Facéties militaires[1]
- Série : Donald Duck
- Réalisateur : Jack King
- Scénario : Carl Barks, Jack Hannah
- Animateur : Paul Allen, Hal King, Charles A. Nichols, Ray Patterson
- Voix : Clarence Nash (Donald), Billy Bletcher (Pat)
- Producteur : Walt Disney
- Société de production : Walt Disney Productions
- Distributeur : RKO Radio Pictures
- Date de sortie : 5 novembre 1943[2]
- Format d'image : Couleur (Technicolor)
- Son : Mono (RCA Sound System)
- Musique : Paul J. Smith
- Durée : 6 min
- Langue : (en)
- Pays :  États-Unis

## Voix françaises
- Sylvain Caruso : Donald Duck
- Michel Vocoret : Sergent Pat Hilbulaire

## Commentaires
Dans ce film Donald est à nouveau confronté à la guerre en raison de la Seconde Guerre mondiale.

## Titre en différentes langues
D'après IMDb :
- Suède : Kalle Anka tar bondpermission